# Jean de Lamothe
Jean de Lamothe, né le 8 mars 1819 à Belberaud (Haute-Garonne), où il est mort le 28 septembre 1905, est un homme politique français.
Propriétaire, maire de Belberaud, il est élu député de la Haute-Garonne en 1877 et siège à droite. Invalidé en 1878, il ne se représente pas.